# Ely (ciutat d'Anglaterra)
Ely (pronunciat /ˈiːli/) és una petita ciutat del Regne Unit, situada al comtat de Cambridgeshire, a l'est d'Anglaterra, a 103 quilòmetres al nord-est de Charing Cross, (Londres). Destaca per la seva catedral, considerada una de les grans meravelles de l'art gòtic a Anglaterra.
Ely era tinguda, informalment, com a ciutat pel fet de ser la seu d'una diòcesi, però de fet no va adquirir aquest estatus fins que la reina Elisabet II el va concedir mitjançant carta patent (litterae clausae) l'any 1974. Administrativament pertany al districte d'Est Cambridgeshire. Amb una població de 15.102 habitants el 2001, Ely és la tercera ciutat més petita d'Anglaterra (després de Wells (Somerset) i de la City de Londres), i la sisena més petita del Regne Unit (conjuntament amb St David's, Bangor i Armagh). Situada a la vora del riu Gran Ouse i en una zona tradicionalment d'aiguamolls, ara assecats, la seva economia ha estat lligada a l'agricultura i a la pesca de l'anguila, d'on probablement deriva el seu nom.

## Diòcesi d'Ely
Ely és la seu catedralícia més propera a Cambridge. Cambridge no té bisbat i pertany a la diòcesi d'Ely. Aquesta diòcesi cobreix 3.900 quilòmetres quadrats i el 1995 abastava 610.000 persones i 341 esglésies, això inclou el comtat de Cambridgeshire (excepte tres parròquies al sud que pertanyen a la diòcesi de Chelmsford) la part occidental de Norfolk, unes poques parròquies en Peterborough i Essex i una a Bedfordshire.

## El nom

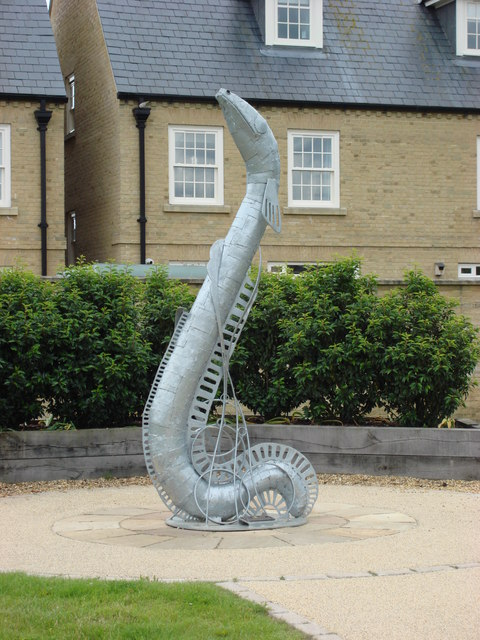
Monument a l'anguila.

L'origen i significat del nom ha estat força investigat sense arribar a una explicació totalment acceptada. La primera vegada que apareix escrit és en el llibre de Beda Historia ecclesiastica gentis Anglorum, però amb la forma Elge. Aparentment no sembla d'origen llatí i en altres textos posteriors es va emprar diferents versions: Elia, Eli, o Heli. En els furs reials i en la Crònica anglosaxona està escrit Elig.
Skeat creu que aquest nom deriva d'un molt emprat a l'antiga Northúmbria, ēlġē, amb el significat de «districte de les angules». Aquest mot procedeix d'una suposada paraula *ġē, e no s'ha trobat mai aïlladament però sí formant part d'altres i de la qual deriva l'actual terme alemany Gau («districte»). Segons aquesta teoria el mot va evolucionar afegint una vocal i va adquirir el significat d'illa d'Ely. Aquesta explicació també és acceptada per altres autors: Reaney, Ekwall, Mills i Watts.
Altres, com Bailey, han plantejat dubtes: el fet que el prefix ġē vingui d'una àrea remota i que no hi hagin precedents de noms de llocs basats en noms de peixos. Encara més, la forma més habitual Elig, fins i tot en el cas datiu, emprat després de preposició, on seria d'esperar trobar la forma Elige si el segon element es considera īġ («illa»), cosa que entra en conflicte amb els altres noms d'illes de la rodalia d'Ely.

## Història

### Primers habitants
Hi ha alguns indicis que aquest lloc va estar poblat ja en l'època de finals del mesolític fins a l'edat del bronze: pedres polides,una destral de bronze i un cap de llança. Hi ha també les restes d'una granja, probablement pertanyent a l'edat del ferro o potser d'època romana, situada a la vora de West Fen Road. A prop de la catedral, a la banda est s'hi van trobar fragments de ceràmica romana. A Little Thetford, un indret a 5 km al sud es va descobrir un forn romà per a coure rajoles.

### Època medieval
La ciutat d'Ely es va originar al voltant d'un monestir fundat el 673, a 1,6 km al nord de la població de Cratendune, a l'illa d'Ely, sota el patrocini de santa Eteldreda, filla del rei Anna de l'Ànglia Oriental. La primera abadia va ser destruïda el 870 pels invasors danesos i va ser dedicada a Eteldreda quan es va refer l'any 970 pel bisbe de Winchester, Ethelwold. Els abats d'Ely van acumular tants béns que en el Domesday Book(1086) es diu que era el segon monestir més ric d'Anglaterra. El primer bisbe normand, Simeó, va manar l'inici de les obres per fer una catedral l'any 1083. La nau es va ensorrar el 22 de febrer del 1322 i l'octàgon del creuer va ser reconstruït per ordre del sagristà Alan de Walsingham entre el 1322 i el 1328, que és considerat una de les meravelles medievals d'Europa.
Cherry Hill és el turó en està situat el castell d'Ely, d'arquitectura normanda. Es creu que es va construir per ordre de Guillem el Conqueridor després de sotmetre el comte Morcar i el rebel Hereward l'Espavilat, vers l'any 1070.

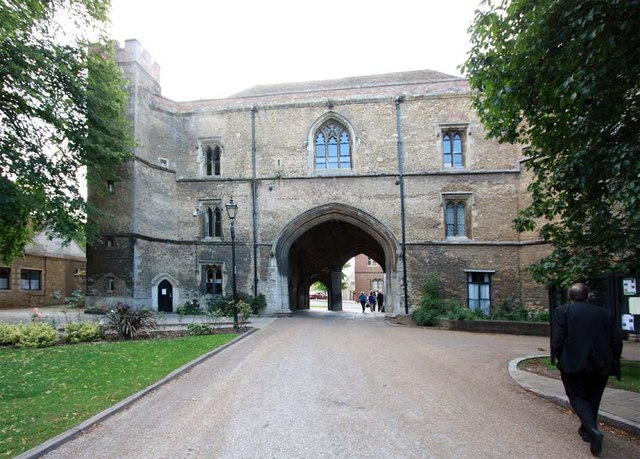
Portalda Walpole

Després de l'ascens al tron de Maria I d'Anglaterra l'any 1553, el papat va provar d'imposar reformes catòliques a Anglaterra. Durant aquesta època dos homes de Wisbech, l'agutzil William Wolsey i el pintor Robert Pygot, van ser acusats de no compartir les creences catòliques i el 16 d'octubre del 1555 van ser cremats públicament a Ely. L'any 2011 l'associació de voluntaris Perspective va col·locar una placa commemorativa a prop de la catedral.
Oliver Cromwell va viure a Ely entre el 1636 i 1646 on va heretar una propietat i va ser recaptador d'impostos al servei del germà de sa mare, sir Thomas Steward. Cromwell va ser un dels administradors de la casa de caritat Thomas Parsons' Charity, que data del 1445 fundada per Carles I.

### Declivi postmedieval
L'any 1725 es va construir una casa per a treballadors pobres, amb capacitat per a 35 persones. Posteriorment se'n van fer quatre més. Alguns escriptors —William Camden, Celia Fiennes, Daniel Defoe, John Byng i William Cobbett— van deixar testimoni del declivi de la ciutat després de l'epidèmica del segle xiv i de la dissolució dels monestirs decretada al segle xvi. Els carrers estaven en estat d'abandonament, ocupats per gent sense feina, davant la indiferència dels bisbes. A la greu situació d'atur es va afegir la pujada del preu dels cereals, cosa que va acabar en les revoltes d'Ely i Littleport. Del 22 al 24 de maig del 1816 es van produir aldarulls: un grup de gent sense feina es van emborratxar i van calar foc a alguns edificis, llavors van amenaçar amb foc la gent benestant si no els donaven diners. Una comissió especial dels tribunals de justícia va condemnar a mort vint-i-quatre participants en les revoltes, dinou dels quals van poder commutar la sentència per penes que anaven de dotze mesos de presó a l'empresonament de per vida.

### Època victoriana i regeneració del segle XX

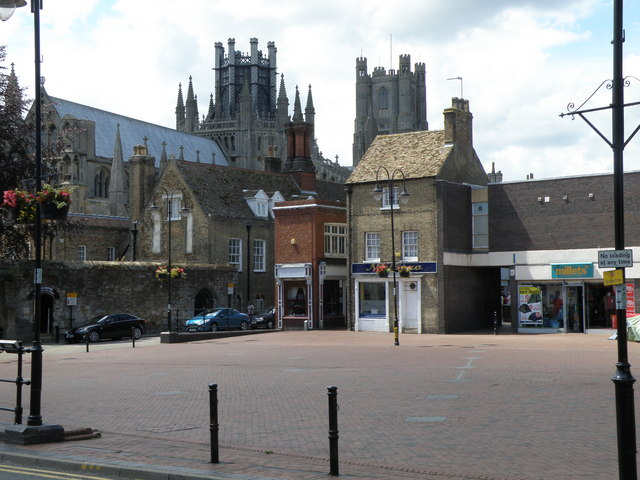
Plaça del mercat.

La catedral d'Ely es va començar a restaurar el 1845 i va estar enllestida uns trenta anys després, la major part de la feina va estar sota el control de l'arquitecte George Gilbert Scott. Com a seu de diòcesi Ely era considerada popularment una ciutat, però en realitat no va rebre aquest estatus (city) fins que l'1 d'abril del 1974 la reina Elisabet II el va atorgar. Comparada amb altres ciutats d'Anglaterra no era gaire gran; va ser a partir del segle XX que es va notar un augment notable en la població.
Enric III va concedir el 1224 permís al bisbe d'Ely per a muntar un mercat a la ciutat tot i que a Ely ja es mercadejava anteriorment. Encara es fa cada dimarts i dissabte i els ponts des de Pasqua fins al Novembre. El riu Gran Ouse va ser la principal via de transport fins que l'àrea dels Fens es va assecar i Ely va deixar de ser una illa al segle xviii. El riu té avui dia una funció esportiva o d'esbarjo.

### Ciutat lliure d'Ely
L'abadia d'Ely va ser un dels molts monestirs que es van sotmetre a la reforma benedictina decretada pel rei Edgard el Pacífic (943–975). Els bisbes d'Ely van ser conferits e l'autoritat i el poder propis d'un governant,aquestes prerrogatives van ser tornades a confirmar en la carta de privilegis atorgada per Eduard el Confessor, que posteriorment, Guillem el Conqueridor, des de Kennford, va nomenar ciutat lliure. L'illa d'Ely va ser esmentada en alguns estatuts com a comtat palatí; juntament amb una explicació dels privilegis que el bisbe tenia i les obligacions com a autoritat judicial, que en altres ciutats eren normalment atribucions reials. Aquestes prerrogatives no van abolides fins al 1837.

### Segles XIX i XX
Entre el 1894 i el 1974 el govern de la ciutat va estar governat pel consell del districte urbà d'Ely.
El 1889 es va crear el Consell del Comtat de l'illa d'Ely administrava tot el comtat de l'illa d'Ely, dins el qual estava la ciutat. El 1965 va haver una llei que va reformar els governs locals i que va fusionar aquest comtat amb el de Cambridgeshire, el nou organisme es va dir Consell del Comtat de Cambridgeshire i Illa d'Ely. El 1974 va haver una altra reforma administrativa que va unir aquest comtat amb els territoris de Huntingdon i Peterborough i així va sorgir el nou comtat de Cambridgeshire. El districte urbà d'Ely es va reanomenar i ara es diu Ciutat d'Ely, considerat també una parròquia civil l'ajuntament del qual cobreix la mateixa àrea que abans però amb menys poders, els quals han estat transferits al districte d'Est Cambridgeshire.

## Geografia

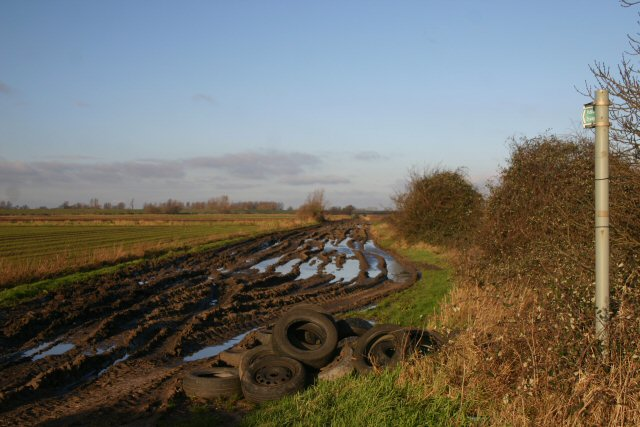
Camps de conreu

Els aiguamolls que anteriorment al segle xvii envoltaven la ciutat estaven formats en part d'aigua salada i en part d'aigua dolça. Els principals rius de la zona: Witham, Welland, Nene i Gran Ouse, regaven el territori proper ocupant 16.000 km², un espai cinc vegades més gran que la veritable conca dels Fens. El riu Gran Ouse passa pel sud-est de la ciutat. Defoe, en la visita que va fer l'any 1774, va descriure el paisatge com l'aigüera on desguassaven tretze comtats. El 23 de novembre d'aquell mateix any, el teòleg John Wesley, hi va anar i va quedar impressionat per la quantitat d'aigua que cobria la carretera i dominava el paisatge una milla i mitja abans d'arribar. El sr. Dancer el va anar a recollir amb un carruatge, cosa que va agrair molt i va exclamar: «—Però com s'ho fa la gent que va a peu per arribar a la ciutat? —Que com s'ho fan? Travessen ficant el peu als llocs menys fondos!» La torba és el material predominant, formada pels dipòsits dels corrents d'aigua ue circulaven a poca velocitat. Francis Russell, comte de Bedford, amb el suport del parlament, va finançar el drenatge d'aquests aiguamolls, feina que va confiar a l'enginyer holandès Cornelius Vermuyden i es van assecar.
Roswell Pits és un important jaciment paleontològic situat a 1,6 km al nord-est de la ciutat. L'argila de Kimmeridge s'ha extret durant el segle xix i XX per a la producció de ceràmica i per al manteniment dels embarcadors a la vora del riu. S'hi han trobat molts fòssils d'ammonits, belemnits i bivalves, juntament a un espècimen gairebé sencer de pliosauroïdeu.
L'antiga pedrera de Roswell Pits és actualment una zona declarada d'especial interès científic (SSSI). L'arbreda del turó Mount Hill a Abbey Park la va plantar el 1779 James Bentham, un canonge d'Ely. En aquest turó, on antigament hi va haver el castell, se l'anomena des de llavors Cherry Hill, pels arbres que estan plantats. El Chettisham Meadow (SSSI) és una praderia que està a 1 km al nord del centre de la ciutat, on encara es noten les marques dels solcs fets en època medieval, el resultat de llaurar any rere any amb arades no reversibles en la mateixa franja de terra. En aquest lloc es poden trobar espècies protegides com l'abellera de muntanya grossa.

## Clima
Cambridgeshire és un dels comtats més secs de les illes britàniques, amb una mitjana anual de 600 mm de pluja anuals. Protegida dels vents de la costa és càlid a l'estiu i fred a l'hivern. Les dades regionals difereixen de la mitjana nacional. L'estació meteorològica més propera està a Cambridge.
| Dades climàtiques a Cambridge (1971–2000) | Dades climàtiques a Cambridge (1971–2000) | Dades climàtiques a Cambridge (1971–2000) | Dades climàtiques a Cambridge (1971–2000) | Dades climàtiques a Cambridge (1971–2000) | Dades climàtiques a Cambridge (1971–2000) | Dades climàtiques a Cambridge (1971–2000) | Dades climàtiques a Cambridge (1971–2000) | Dades climàtiques a Cambridge (1971–2000) | Dades climàtiques a Cambridge (1971–2000) | Dades climàtiques a Cambridge (1971–2000) | Dades climàtiques a Cambridge (1971–2000) | Dades climàtiques a Cambridge (1971–2000) | Dades climàtiques a Cambridge (1971–2000) |
| Mes                                       | gen                                       | febr                                      | març                                      | abr                                       | maig                                      | juny                                      | jul                                       | ag                                        | set                                       | oct                                       | nov                                       | des                                       | anual                                     |
| ----------------------------------------- | ----------------------------------------- | ----------------------------------------- | ----------------------------------------- | ----------------------------------------- | ----------------------------------------- | ----------------------------------------- | ----------------------------------------- | ----------------------------------------- | ----------------------------------------- | ----------------------------------------- | ----------------------------------------- | ----------------------------------------- | ----------------------------------------- |
| Màxima mitjana °F (°C)                    | 44.6 (7.0)                                | 45.3 (7.4)                                | 50.4 (10.2)                               | 54.7 (12.6)                               | 61.7 (16.5)                               | 66.9 (19.4)                               | 72 (22.2)                                 | 72.1 (22.3)                               | 66 (18.9)                                 | 58.3 (14.6)                               | 49.8 (9.9)                                | 46 (7.8)                                  | 57.4 (14.1)                               |
| Mínima mitjana °F (°C)                    | 34.3 (1.3)                                | 34 (1.1)                                  | 37.2 (2.9)                                | 39.2 (4.0)                                | 44.1 (6.7)                                | 49.6 (9.8)                                | 53.6 (12.0)                               | 53.4 (11.9)                               | 50.2 (10.1)                               | 44.8 (7.1)                                | 38.7 (3.7)                                | 36.1 (2.3)                                | 43 (6.1)                                  |
| Pluja mitjana polzades (mm)               | 1.772 (45.0)                              | 1.287 (32.7)                              | 1.634 (41.5)                              | 1.697 (43.1)                              | 1.752 (44.5)                              | 2.118 (53.8)                              | 1.504 (38.2)                              | 1.921 (48.8)                              | 2.008 (51.0)                              | 2.118 (53.8)                              | 2.012 (51.1)                              | 1.969 (50.0)                              | 21.791 (553.5)                            |
| Font: Met Office                          |                                           |                                           |                                           |                                           |                                           |                                           |                                           |                                           |                                           |                                           |                                           |                                           |                                           |

## Demografia
Al primer recompte demogràfic, el del Domesday Book (1086) consta que hi havia 110 llars, la majoria de tipus rural. L'any 1251 en una font documental constaven un augment de 345 llars amb l'inici d'un nucli urbà encara que el predominant era la població dispersa lligada al treball de la terra. Les referències sobre l'any 1416 esmenten 457 llars situades al nucli urbà i molts dels carrers ja estaven estructurats com avui dia. El 1563 havia augmentat a 800 habitatges i el 1753 la població era d'uns 3.000 habitants.
| Evolució de la població a Ely |       |       |       |       |       |       |       |        |        |        |        |
| any                           | 1801  | 1811  | 1821  | 1831  | 1841  | 1851  | 1861  | 1871   | 1881   | 1891   | 1901   |
| habitants                     | 3.948 | 4.249 | 5.079 | 6.189 | 6.849 | 7.632 | 7.982 | 8.166  | 8.171  | 8.017  | 7.803  |
| any                           | 1911  | 1921  | 1931  | 1941  | 1951  | 1961  | 1971  | 1981   | 1991   | 2001   | 2011   |
| habitants                     | 7.917 | 7.690 | 8.381 | [ a ] | 9.988 | 9.803 | 9.966 | 10.392 | 11.291 | 15.102 | 20.256 |
| Cens: 1801–2001 2011          |       |       |       |       |       |       |       |        |        |        |        |

## Economia

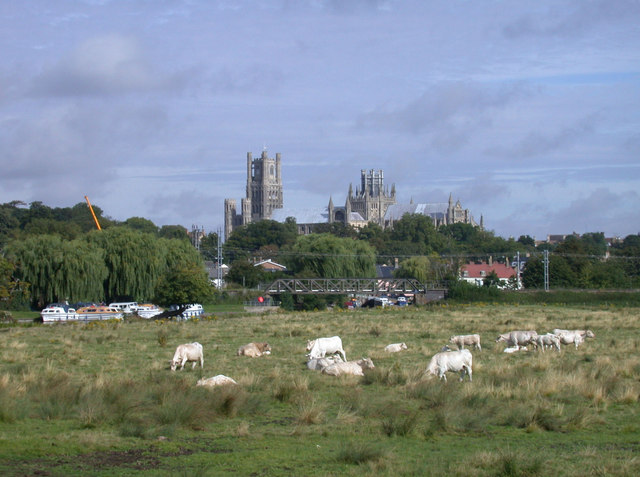
Un grup de vedelles blanques pasturant a prop del riu.

Com a illa envoltada de maresmes i aiguamolls, la pesca d'anguiles va ser una font d'alimentació i un recurs econòmic pel qual cobrava l'abat del monestir. Cada zona de pesca estava valorada de la següent manera: Stuntenei valia 24.000 anguiles, Litelport 17.000 i el petit llogaret de Liteltetford 3.250 anguiles. Anteriorment al drenatge i assecament d'aquest territori, Ely va ser un centre de mercat on es venia artesania feta amb branques de salze, canyes i joncs. De les zones de torba s'extreia combustible i material per a fer maons i amb l'argila es feien rajoles i ceràmica. En general la base de l'economia tenia a veure amb el camp. Els materials que actualment s'extreuen són: la grava i guix per a la construcció, i fosfat (de Woburn Sands, Gault i Cambridge Greensand).
Els nòduls de fosfat o coprolits, s'extreien entre els anys 1850 i 1890 per a vendre com a fertilitzants. Aquesta indústria va proveir de molts llocs de treball. El 1925 va obrir una de les fàbriques més importants d'Anglaterra que elaborava sucre procedent de remolatxa, situada al barri de Queen Adelaide a uns 3 km del centre d'Ely. Aquesta fàbrica va tancar el 1981, però la remolatxa encara es conrea localment. Des del segle xii i fins al 1860 van haver fabriques de vaixelles de ceràmica. Babylon ware era el nom distintiu de la ceràmica local, probablement perquè els terrissaires tenien els seus tallers en una zona propera al riu Ouse znomenda Babylon.

## Festes tradicionals

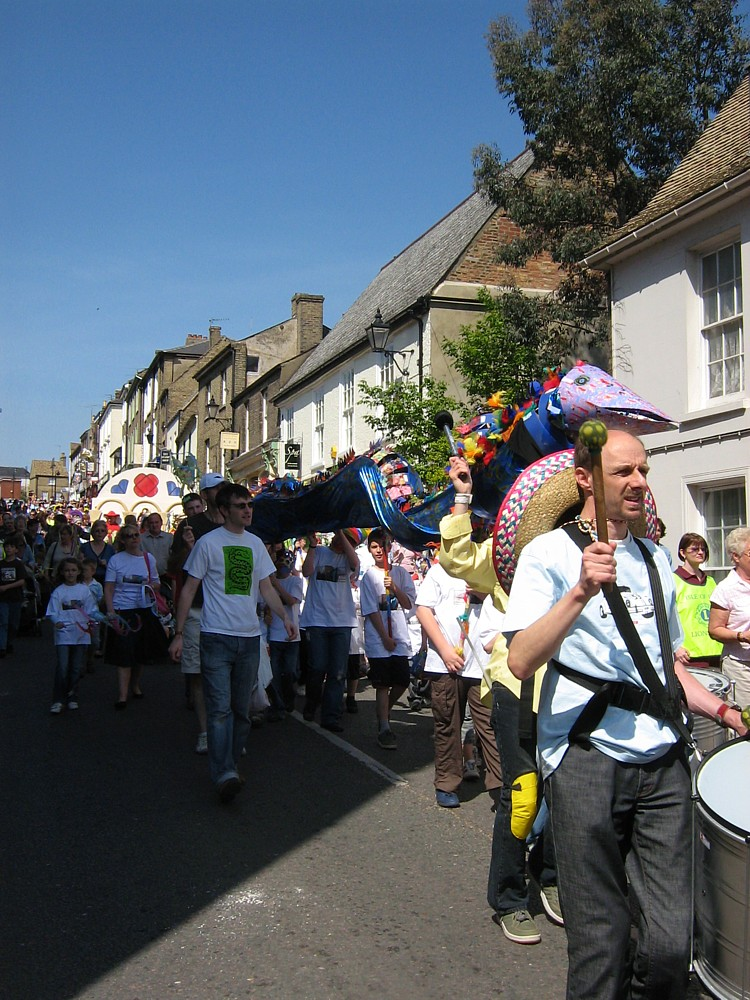
Desfilada del dia de l'anguila

Des del segle xii s'han celebrat fires anuals a Ely. La de santa Audrey (o santa Eteldreda) és una fira de set dies de durada que se celebra la setmana del 23 de juny, i va ser una concessió del rei Enric I a l'abat feta el 10 d'octubre del 1189. És tradició vendre en aquesta fira corbates de llaç fetes amb seda de brillants colors, anomenades tawdry lace. La paraula "tawdry", és una deformació de "Saint Audrey". Hi havia dues més, una de 15 dies se celebra per Sant Lambert, des del 1312, i una altra de 22 dies comença per la festa de l'Ascensió, celebrada des del 1318. La festa de Sant Lambert va deixar de celebrar-se des del segle xviii, les altres dues encara contiuen encara que el nombre de dies que duren s'ha reduït.
Una celebració actual és l'Aquafest, tradició iniciada el 1978, que es fa a la vora del riu el primer diumenge de juliol. La processó del carnaval de l'anguila i els focs artificials es fan a Ely Park, des del 1974. El Festival de Folk, de música i dansa tradicional es fa des del 1985. La societat d'horticultors d'Ely fa des del 1927 cada tardor una exposició firal anomenada Great Autumn Show.

## Agermanaments
Ely té relacions d'agermanament amb:
- Ribe (Dinamarca), des del 1956.

L'any 2006 es va celebrar l'aniversari d'or de l'agermanament amb aquesta ciutat danesa. Generalment es fan intercanvis de visites cada dos anys.

## Fills il·lustres
- John Amner (1579-1641) compositor i organista.